# Церова (район Сеница)
Церова (словац. Cerová) — село и одноимённая община в районе Сеница Трнавского края Словакии. В письменных источниках начинает упоминаться с 1696 года.

## География
Село расположено в западной части края у западных склонов Малых Карпат, при автодороге 501. Абсолютная высота — 254 метров над уровнем моря. Площадь муниципалитета составляет 21,88 км². В селе есть римско-католический костёл в стиле классицизма.

## Население
По данным последней официальной переписи 2011 года, численность населения селa составляла 1197 человек.
Динамика численности населения общины по годам:
| Год:                | 1994 | 2004    | 2014    | 2024    |
| ------------------- | ---- | ------- | ------- | ------- |
| Количество человек: | 1388 | 1265    | 1182    | 1095    |
| Разница:            |      | −8,86 % | −6,56 % | −7,36 % |

Национальный состав населения (по данным переписи населения 2011 года):
| Национальность | Численность, человек |
| -------------- | -------------------- |
| словаки        | 1165                 |
| чехи           | 3                    |
| другие         | 2                    |
| не указана     | 12                   |